# Alexander von Kaweczinski
Anton Alexander Ignatius von Kaweczinski (auch: Kaweczynski; * 11. Juli 1785 in Schwarzenau; † 10. Februar 1867 in Berlin) war ein preußischer Generalleutnant.

## Leben

### Herkunft
Alexander war der Sohn des Herr auf Schwarzenau Ignatius von Kaweczinski und dessen Ehefrau Marianne, geborene von Sokolowska.

### Militärkarriere
Kaweczinski besuchte die Kadettenhäuser in Kulm und Berlin. Anschließend wurde er am 7. April 1800 als Gefreitenkorporal im Füsilier-Bataillon „von Stutterheim“ der Preußischen Armee angestellt und zum 1. Mai 1800 als Portepeefähnrich in die 2. Ostpreußische Füsilierbrigade versetzt. Dort avancierte Kaweczinski am 4. Februar 1801 zum Sekondeleutnant. Im Vierten Koalitionskrieg kämpfte er bei Preußisch Eylau, Schippenbeil, Heilsberg, Wackern sowie Königsberg und stieg zwischenzeitlich am 4. Dezember 1806 zum Adjutanten des Generals von Sutterheim auf.
Nach dem Frieden von Tilsit wurde Kaweczinski am 22. Januar 1808 als Adjutant des Füsilier-Bataillons in das 3. Ostpreußische Infanterie-Regiment versetzt. In dieser Stellung avancierte er am 10. Dezember 1812 zum Premierleutnant und am 24. März 1813 beauftragte man ihn mit der Führung des Jägerdetachements seines Regiments.
Während der Befreiungskriege erwarb Kaweczinski für das Gefecht bei Luckau das Eiserne Kreuz II. Klasse. Ferner kämpfte er bei Hoyerswerda, erhielt für Dennewitz das Eiserne Kreuz I. Klasse und für Leipzig den Orden des Heiligen Wladimir IV. Klasse. 1815 kämpfte Kaweczinski in den Schlachten bei Ligny und Belle Alliance. Er befand sich auch bei den Belagerungen von Magdeburg, Wittenberg, Gorkum, Maubeuge, Philippeville und Rocroi. In der Zeit kam er zunächst am 23. August 1813 als Adjutant in die 3. Infanterie-Brigade des III. Armee-Korps, wo Kaweczinski am 23. November 1813 zum Stabskapitän befördert wurde. Mit seiner Beförderung zum Kapitän erfolgte am 20. März 1814 die Ernennung zum Kompaniechef im 3. Ostpreußische Infanterie-Regiment sowie die Kommandierung als Bataillonsführer des III. Bataillons im 5. Westfälischen Landwehr-Infanterie-Regiment. Am 25. August 1815 wurde er Major beim 8. Westfälischen Landwehr-Infanterie-Regiment. Daran schloss sich ab dem 25. Juli 1816 eine Verwendung im 1. Kölnischen Landwehr-Regiment an. Hier diente Kaweczinski zunächst als Kommandeur des I., später des II. Bataillons. Am 16. März 1820 wurde er Kommandeur des II. Bataillons im 28. Landwehr-Regiment in Brühl. Am 26. März 1828 wurde er Kommandeur des Füsilier-Bataillons im 17. Infanterie-Regiment und in dieser Stellung am 30. März 1830 mit Patent vom 8. April 1830 zum Oberstleutnant befördert. Man beauftragte ihn am 30. März 1831 mit der Führung des 14. Infanterie-Regiments und ernannte Kaweczinski am 18. Februar 1832 zum Regimentskommandeur. Am 30. März 1833 stieg er mit Patent vom 5. April 1833 zum Oberst auf. Für seine Leistungen in der Truppenführung erhielt er am 18. Januar 1838 den Roten Adlerorden III. Klasse mit Schleife.
Am 9. Februar 1840 wurde er dann zum Kommandanten der Festung Silberberg ernannt und am 17. Februar dem 14. Infanterie-Regiment aggregiert sowie am 30. März 1840 zum Generalmajor befördert. Unter Verleihung des Charakters als Generalleutnant wurde Kaweczinski am 5. März 1846 mit einer jährlichen Pension von 2100 Talern zur Disposition gestellt. Am 3. August 1858 wurde er dann Senior des Eisernen Kreuzes II. Klasse.
Er starb am 10. Februar 1867 in Berlin und wurde am 13. Februar 1867 aus dem Invalidenfriedhof beigesetzt.

### Familie
Kaweczinski heiratete am 28. März 1815 in Münster Maria Anna Christiane Luise von Schelwer (* 26. August 1792; † 8. November 1870). Auch sie wurde auf dem Invalidenfriedhof beigesetzt. Das Paar hatte zwei Söhne, darunter Alexander (* 1816), der 1841 als Portepeefähnrich aus dem Armeedienst ausschied.